# ريتشي كيد
ريتشي كيد (بالإنجليزية: Richie Kidd)‏ هو ملحن ومنتج أسطوانات ودي جيه بريطاني، ولد في 3 مارس 1976.

## وصلات خارجية
- الموقع الرسمي